# Praemastus albicinctus
Praemastus albicinctus là một loài bướm đêm thuộc phân họ Arctiinae, họ Erebidae.